# Thorondor
Thorondor is een arend in J.R.R. Tolkiens fictieve wereld Midden-aarde. De naam is Sindarijns. In het Quenya is zijn naam Sorontar. Beide namen betekenen Koning van de Arenden.

## Biografie
Thorondor wordt door Manwë, de koning van de Valar, naar Midden-aarde gestuurd om de Noldor te bewaken na hun komst in Beleriand. Thorondor is van het ras van de Grote Arenden en heeft een vleugelspanwijdte van '30 vadem', ongeveer 55 meter.
De Eldar ontmoeten hem voor het eerst wanneer hij Fingon helpt bij het redden van Maedhros, die dan aan de rotsen van Thangorodrim vastgeketend hangt. Fingon is niet in staat op te klimmen naar Maedhros, die hem smeekt een einde aan zijn leven te maken. Wanneer Fingon op het punt staat Maedhros dood te schieten komt Thorondor hem te hulp. Hij draagt Fingon naar Maedhros toe en brengt beiden in veiligheid.
Daarna vestigen Thorondor en de andere Grote Arenden zich in de Crissaegrim, hoge ontoegankelijke bergen, vanwaar de Arenden de Elfen bij enkele gelegenheden te hulp schieten.
Wanneer Gondolin gebouwd en bewoond wordt bewaakt Thorondor de verborgen stad voortdurend tegen de dienaren van Morgoth. Na de dood van Fingolfin redt Thorondor zijn lichaam uit vijandelijke handen waarbij hij Morgoths gelaat met zijn klauwen ongeneeslijk verwondt. Met twee andere Arenden redt hij Beren en Lúthien uit Angband. Bij de val van Gondolin beschermt hij overlevenden.
Tijdens de Oorlog van Gramschap leiden Thorondor en Eärendil de Arenden in de strijd tegen de Draken. In Tolkiens werken wordt hij niet genoemd na de Oorlog van Gramschap. Een goede mogelijke verklaring is dat hij terugkeert naar Valinor, waar zijn heer Manwë immers verblijft. Nakomelingen blijven in Midden-aarde, waaronder Gwaihir de Windheer, Heer van de Arenden tijdens de Oorlog om de Ring en diens broer Landroval, wijdgevleugelde.